# Герен-Делен
Герен-Делен (њем. Göhren-Döhlen) општина је у њемачкој савезној држави Тирингија. Једно је од 61 општинског средишта округа Грајц. Према процјени из 2010. у општини је живјело 143 становника. Посједује регионалну шифру (AGS) 16076021.

## Географски и демографски подаци
Герен-Делен се налази у савезној држави Тирингија у округу Грајц. Општина се налази на надморској висини од 333 метра. Површина општине износи 4,6 km². У самом мјесту је, према процјени из 2010. године, живјело 143 становника. Просјечна густина становништва износи 31 становника/km².

## Међународна сарадња
| Мјесто | Држава    | Врста сарадње | Од    |
| ------ | --------- | ------------- | ----- |
|        | Француска | партнерство   | 1996. |
|        | Чешка     | пријатељство  | 1956. |
| Вис    | Аустрија  | партнерство   | 1994. |
| Извор  |           |               |       |